# Osttiroler Oberland

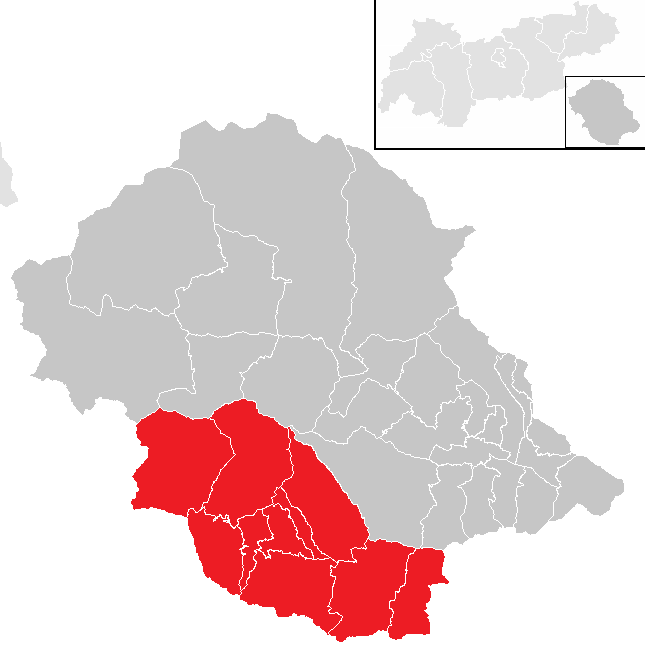
Die Gemeinden des Planungsverbands Osttiroler Oberland im Bezirk Lienz

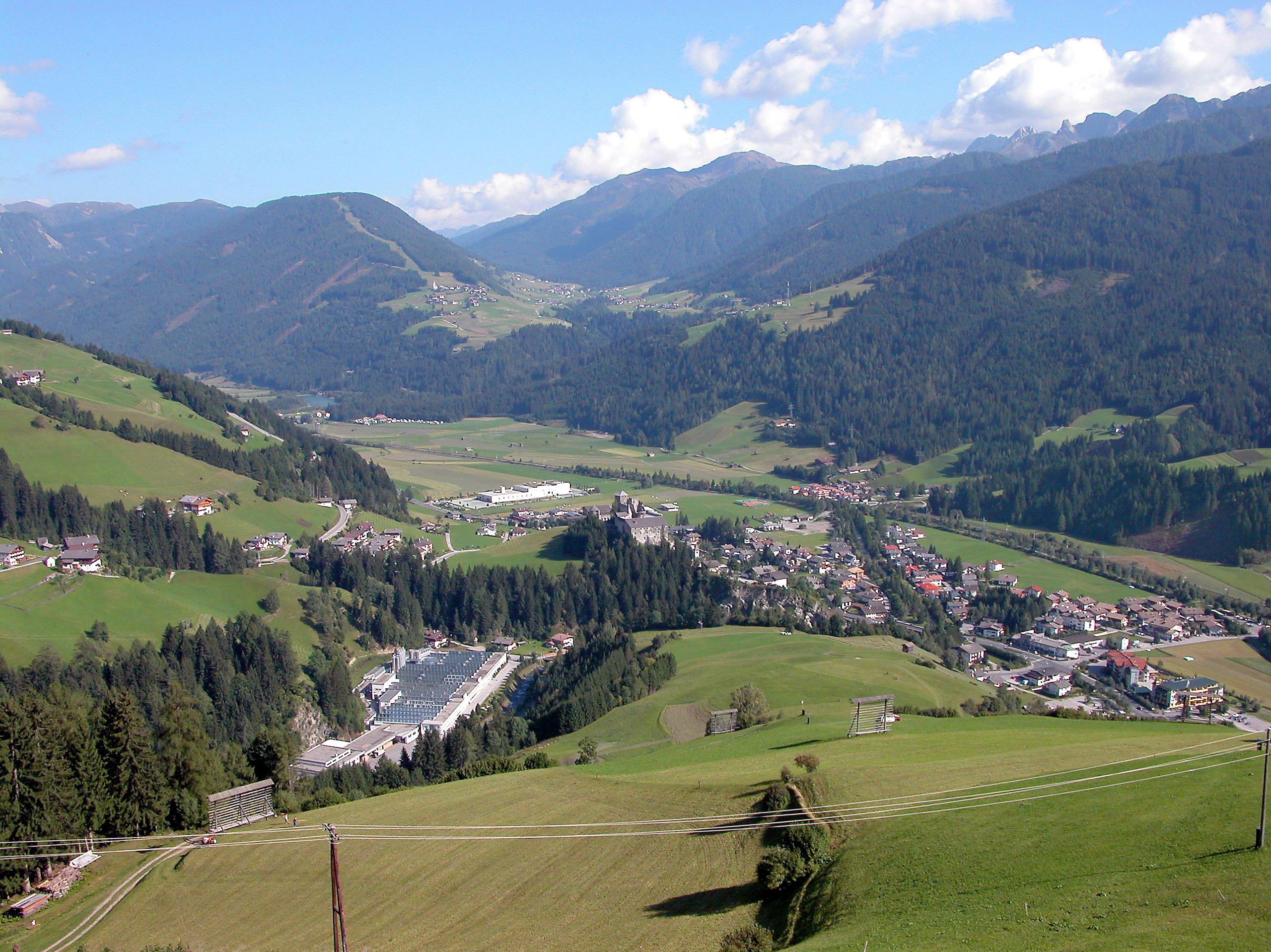
Das Osttiroler Oberland bei Heinfels

Unter Osttiroler Oberland werden überwiegend jene Gemeinden im Bezirk Lienz zusammengefasst, die westlich der Lienzer Klause im Pustertal und dessen Seitentälern liegen. Hauptsächlich wird diese Bezeichnung nur von Osttirolern selbst verwendet, außerhalb des Bezirkes hat dieser Name nur geringe Bedeutung.
Zum Osttiroler Oberland zählen die Gemeinden Sillian (zugleich Hauptort des Osttiroler Oberlandes), Heinfels, Strassen, Abfaltersbach und Anras im Pustertal, Außervillgraten und Innervillgraten im Villgratental sowie Kartitsch, Obertilliach und Untertilliach im Gailtal. Fallweise wird auch Assling am Übergang zum Lienzer Talboden zum Osttiroler Oberland gezählt.
Die genannten Gemeinden mit Ausnahme von Assling bilden den Tiroler Planungsverband 35 Osttiroler Oberland (vormals Sillian und Umgebung – Villgraten – Tilliach) mit 8980 Einwohnern (Stand 1. Jänner 2025) und einer Fläche von 467,23 km², davon 9,6 % Dauersiedlungsraum.